# Línea 31 (Maldonado)
La línea 31 fue una línea de transporte público del departamento de Maldonado, Uruguay. Partía desde San Carlos y se dirigía al puerto de Punta del Este.

## Ruta

### Ida y vuelta
Los siguientes recorridos corresponden a la ida y vuelta que realiza desde marzo a mediados de diciembre.
Agencia San Carlos, Av. Rocha, 25 de Agosto, Av. Ceberio, Tomás Berreta, Av. Alvariza, Ruta 39, Agencia Maldonado, Av. Batlle y Ordóñez, Av. Lavalleja, Av. Joaquín de Viana, Av. España, Rbla. C. Williman, Baupres (18), Rbla. Gral. Artigas, 2 de Febrero (10), Capitán Miranda (7).
Capitán Miranda (7), El Foque (14), Rbla. Gral. Artigas (mansa), El Remanso (20), Rbla. C. Williman, Av. España, Av. J. de Viana, Av. Lavalleja, Av. Batlle y Ordóñez, Agencia Maldonado, Ruta 39, Av. Alvariza, Carlos Reyles, Av. Rocha, Agencia San Carlos.

### Ida y vuelta (temporada)
Durante el verano (mediados de diciembre hasta febrero en este caso), hace algunos cambios en su recorrido y se adecua a la temporada de verano en el país.
Agencia San Carlos, Av. Rocha, 25 de Agosto, Av. Ceberio, Tomás Berreta, Av. Alvariza, Ruta 39, Agencia Maldonado, Av. Batlle y Ordóñez, Av. Lavalleja, Av. Joaquín de Viana, Av. España, Rbla. C. Williman, Biarritz, Bvr. Artigas, Av. Francisco Salazar, Rbla. Lorenzo Batlle, Mesana (24), La Salina (9), 2 de Febrero (10), Capitán Miranda (7).
Capitán Miranda (7), Rbla. Gral. Artigas (brava), Resalsero (26), Rbla. Gral. Artigas (brava), Av. Francisco Salazar, Joaquín Lenzina, Rbla. Claudio Williman, Av. España, Av. J. de Viana, Av. Lavalleja, Av. Batlle y Ordóñez, Agencia Maldonado, Ruta 39, Av. Alvariza, Carlos Reyles, Av. Rocha, Agencia San Carlos.